# Веникс, Ян
Ян Веникс (нидерл. Jan Weenix; 1642, Амстердам — 19 сентября 1719, Амстердам) — голландский рисовальщик, живописец и гравёр в технике офорта золотого века искусства Нидерландов. Сын и ученик Яна Баптиста Веникса Старшего. Писал пейзажи, сцены охоты, декоративные панно, портреты и натюрморты.

## Биография
Биографические сведения о художнике крайне скудны, неизвестна даже точная дата его рождения. Его отец уехал в Рим в молодом возрасте. Матерью Яна была Йосинтье де Хондекутер (Josijntje de Hondecoeter), дочь живописца Гиллиса Класа де Хондекутера. Когда его отец вернулся через четыре года из Италии, семья переехала в голландский Утрехт. После того, как в 1653 году Гисберт де Хондекутер, родной брат Йосинтье, скончался, дети Гисберта переехали жить к ним. В 1657 году семья переехала в замок во Флёйтене.
Когда Яну было двадцать, он начал работать вместе с отцом. С 1664 по 1668 год Ян Веникс был членом Гильдии Святого Луки Утрехта. В 1679 году в Амстердаме Ян Веникс женился на Пьетернелле Баккерс (Pieternella Bakkers). В свидетельстве о браке старшина гильдии указал, что Яну тогда было около тридцати лет, и он живет на Кайзерсграхте. В семье было тринадцать детей. Сохранились сведения о четырёх сыновьях: Яне Баптисте (1680), Виллеме Игнатиусе (1690—1764), Якобусе (1693), Николаесе Андреасе (1699—1757) и двух дочерях: Саре и Марии Веникс (1697—1774)).
Учениками Веникса были его дочь Мария Веникс и Дирк Валкенбург. В конце своей жизни Ян Веникс жил на Биннен-Амстеле и был похоронен в католической капелле Ньювезейдс (Nieuwezijds) на Рокине в Амстердаме.

## Творчество
Ян Веникс часто работал вместе со своим двоюродным братом Мельхиором де Хондекутером. Как и его отец, Ян посвятил себя различным темам, но его известность в основном связана с изображениями животных и охотничьих сцен. Многие картины в этих жанрах, ранее приписываемые старшему Вениксу, теперь принято считать произведениями сына.
В Амстердаме Веникса часто нанимали для украшения частных домов настенными росписями на холсте. Среди заказчиков художника были голландские и испанские торговцы. Русский царь Пётр I, находившийся в Голландии во время Великого посольства, в 1697 году посетил мастерскую Яна Веникса и тот написал его портрет. Ныне этот редкий прижизненный портрет молодого царя Петра экспонируется в «Ореховой зале» дворца А. Д. Меншикова в Санкт-Петербурге (отдел Государственного Эрмитажа).
В 1702—1712 годах зафиксировано пребывание художника в городе Дюссельдорф, где он выполнял заказы курфюрста Пфальца Иоганна Вильгельма. Он написал двенадцать больших «Охотничьих картин» (345 × 562 см) в трёх комнатах, для охотничьего домика Бенсберг под Кёльном. Веникс, вероятно, получал ежегодное жалование с обязательством поставлять одну картину в год в коллекцию курфюрста.
И. В. фон Гёте был впечатлён изображениями животных на картинах Яна Веникса, которые он увидел в Мюнхене. Он посвятил Вениксу стихотворение, в котором заявил, что художник «сравнялся с природой и даже превзошёл ее в обработке текстур животных, таких как волосы, перья и когти».
Многие картины художника хранятся в Старой пинакотеке в Мюнхене, в картинных галереях Парижа, Амстердама, Роттердама, Брюсселя, Харлема, Гааги, Вены, Берлина, Лиссабона, Брауншвейга. Творчество Яна Веникса было хорошо известно в России, и он получал заказы от Императорского двора. В Санкт-Петербургском Эрмитаже имеется семь его картин.

## Галерея

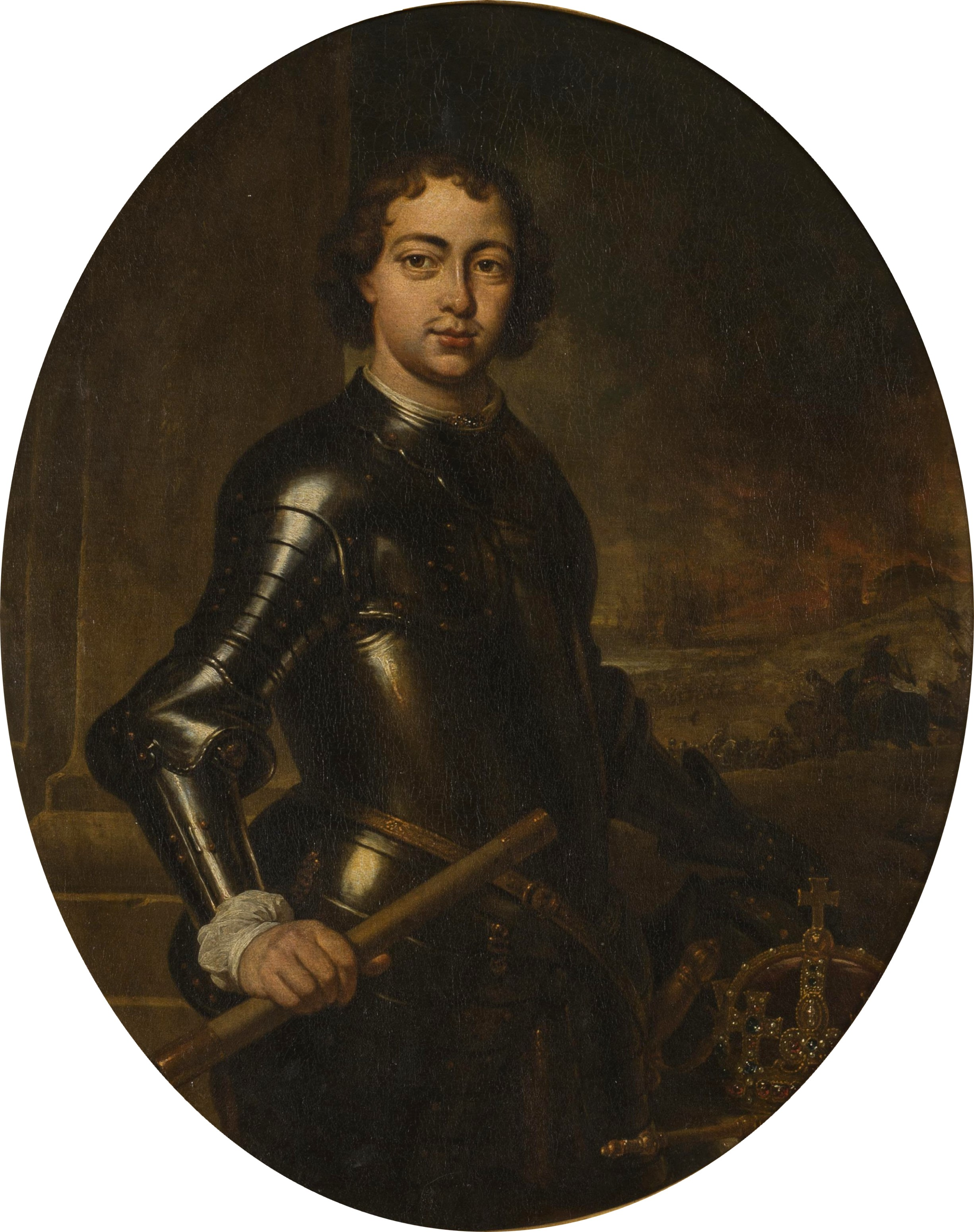
Портрет Петра I. 1697. Холст, масло. Государственный Эрмитаж, Санкт-Петербург
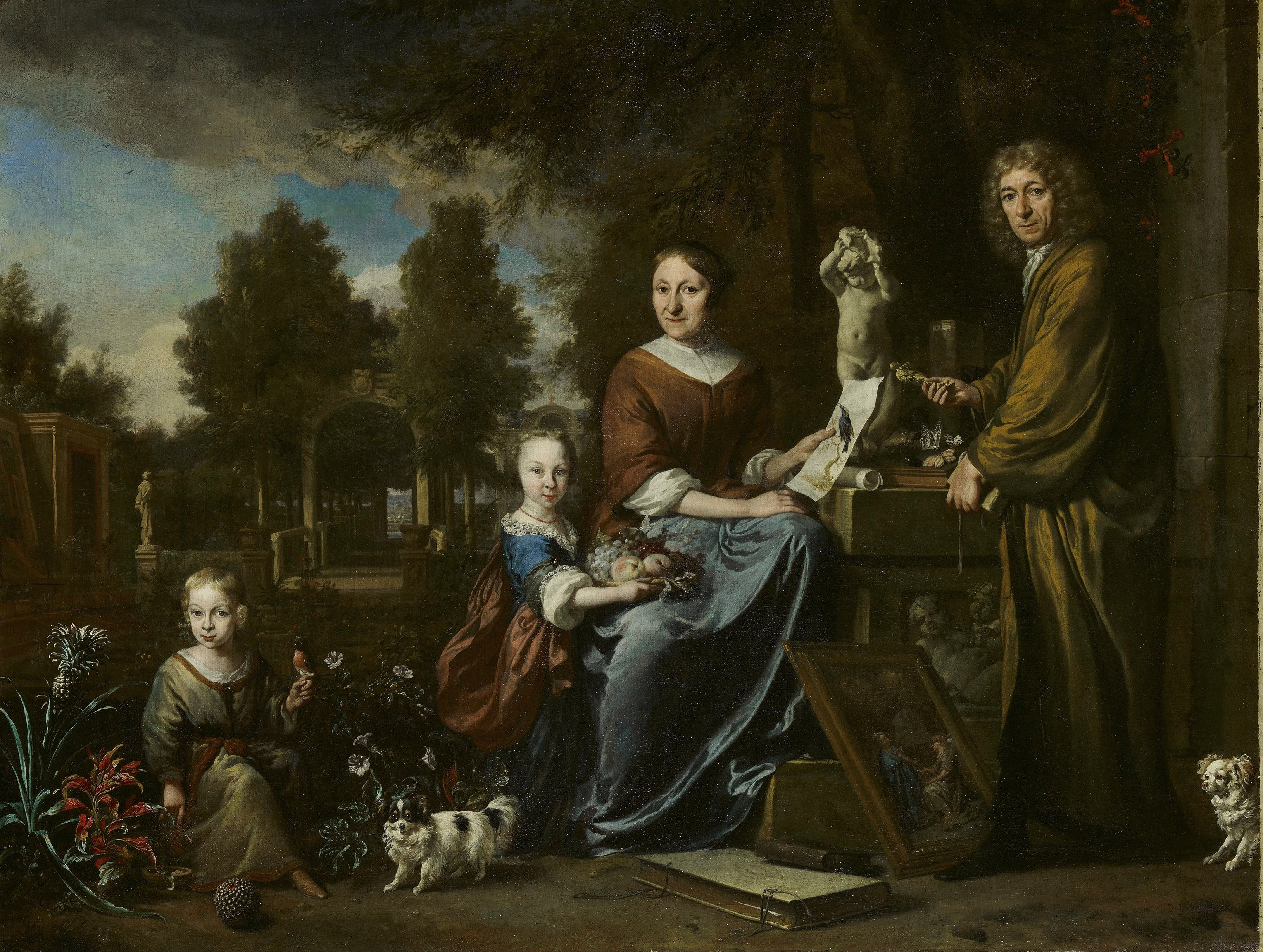
Агнета Блок и её семья в своём летнем доме Флора Батавия с выращиваемым ананасом. 1694. Холст, масло. Исторический музей, Амстердам
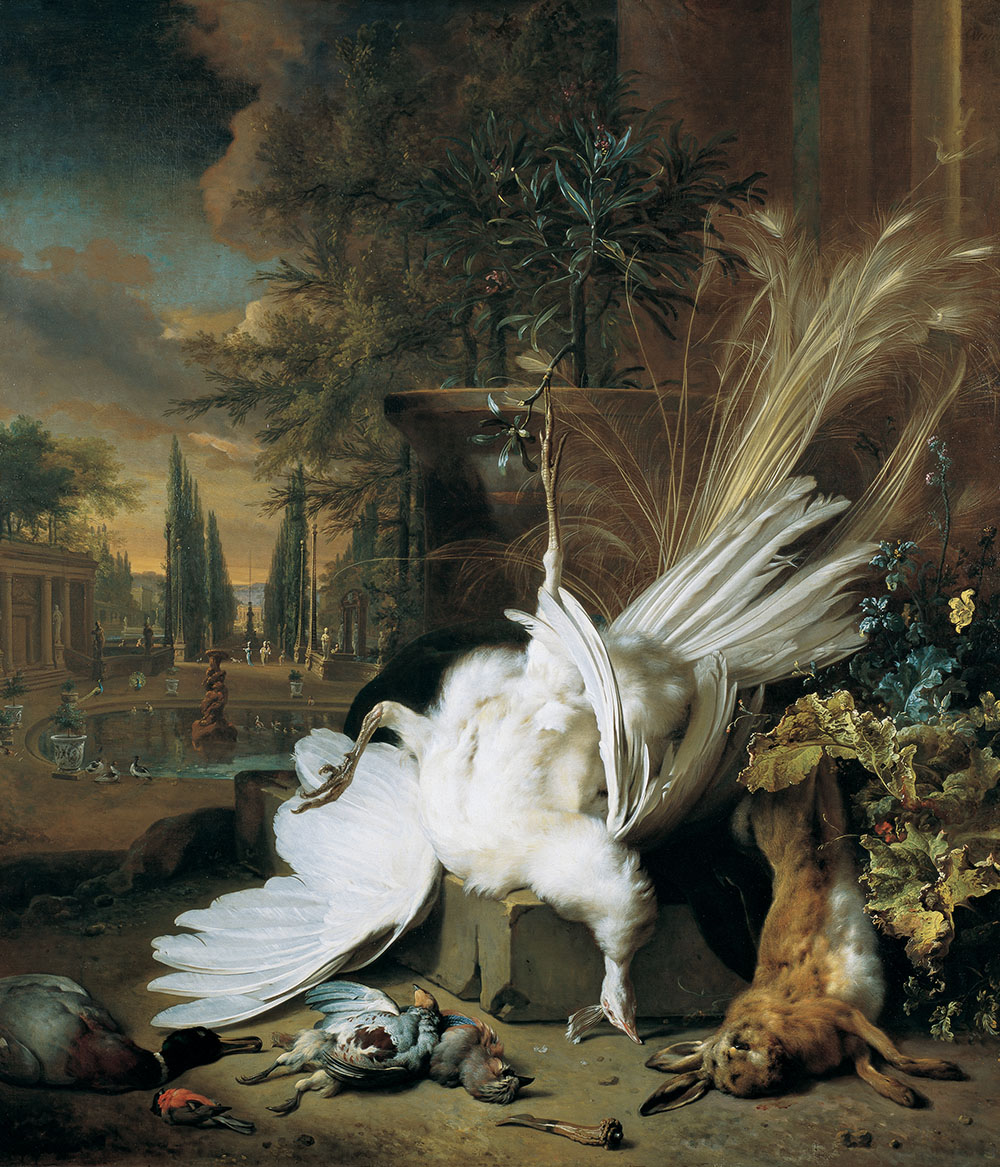
Белый павлин. 1692. Холст, масло. Академия изобразительных искусств, Вена
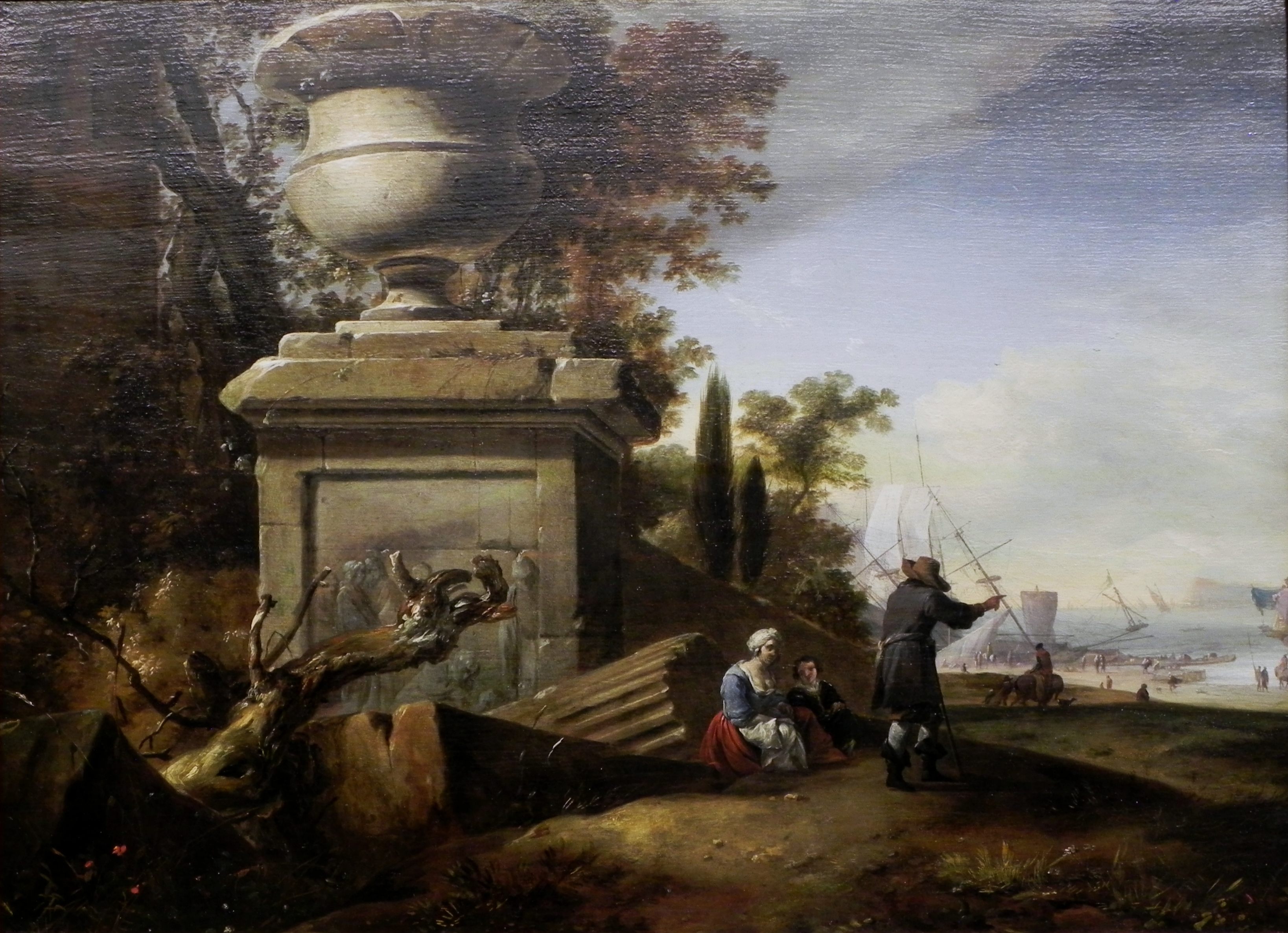
Разговор у подножия каменной вазы. Ок. 1678. Холст, масло. Музей земли Нижняя Саксония, Ганновер
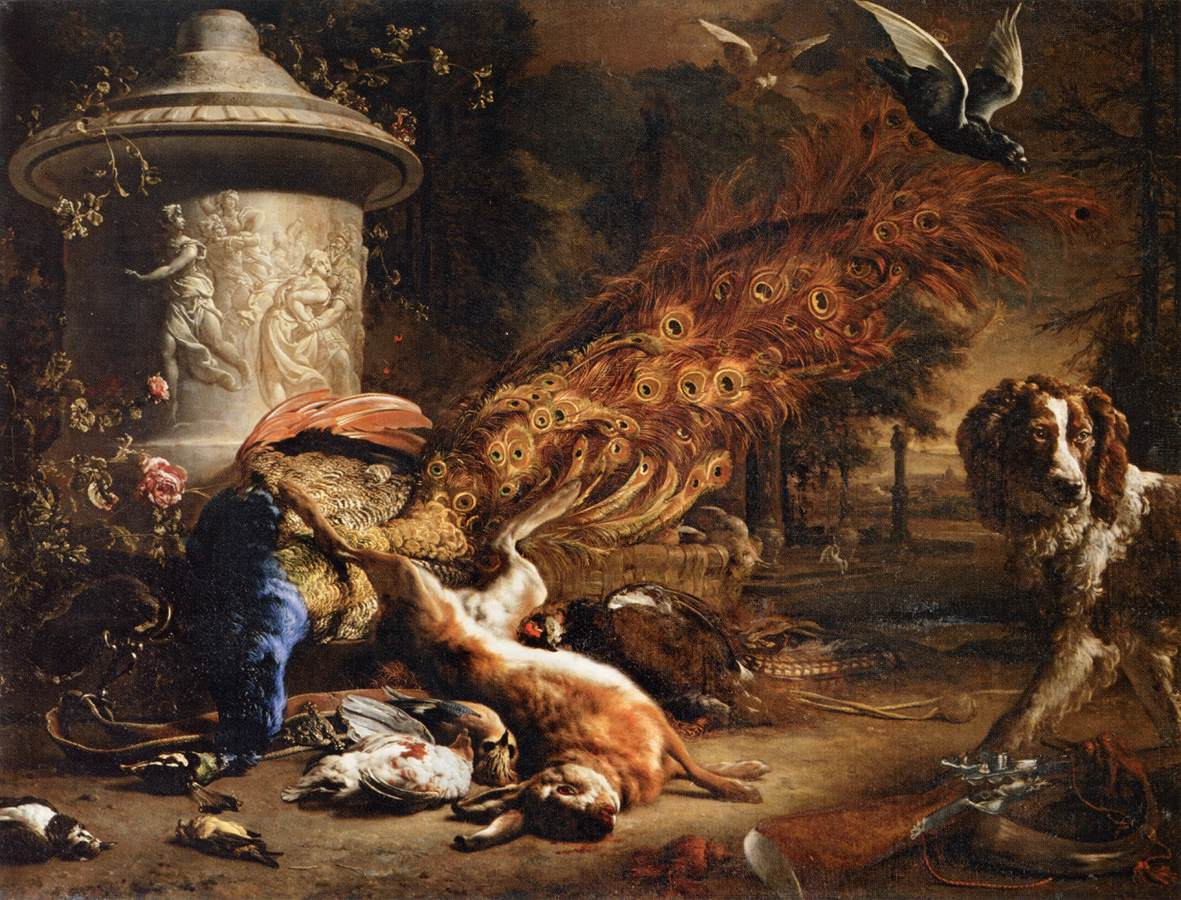
Натюрморт с павлином и собакой. 1696. Холст, масло. Лувр, Париж
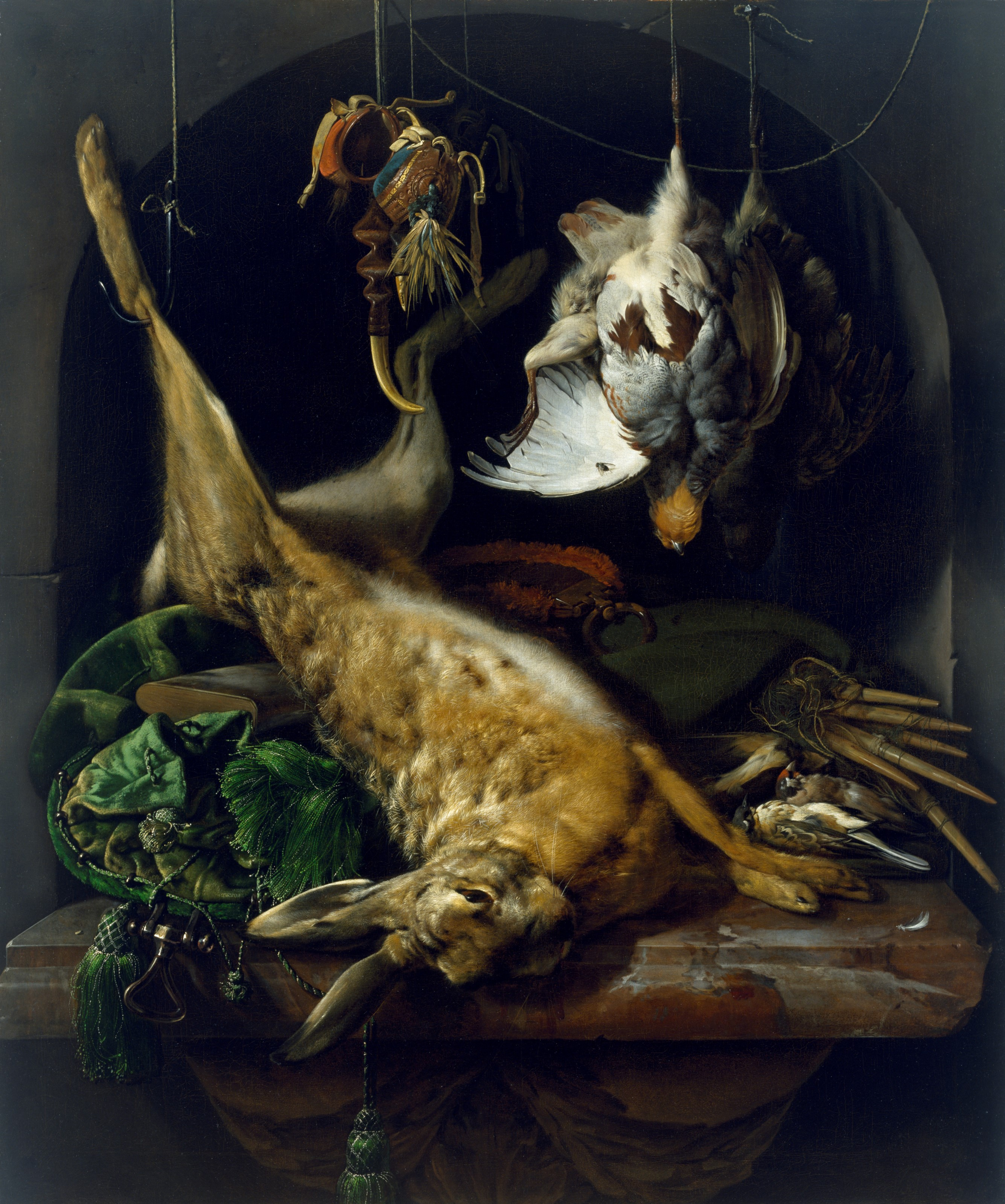
Натюрморт с мёртвым зайцем, куропатками и другими птицами в нише. 1675. Холст, масло. Музей изящных искусств, Хьюстон, Техас, США
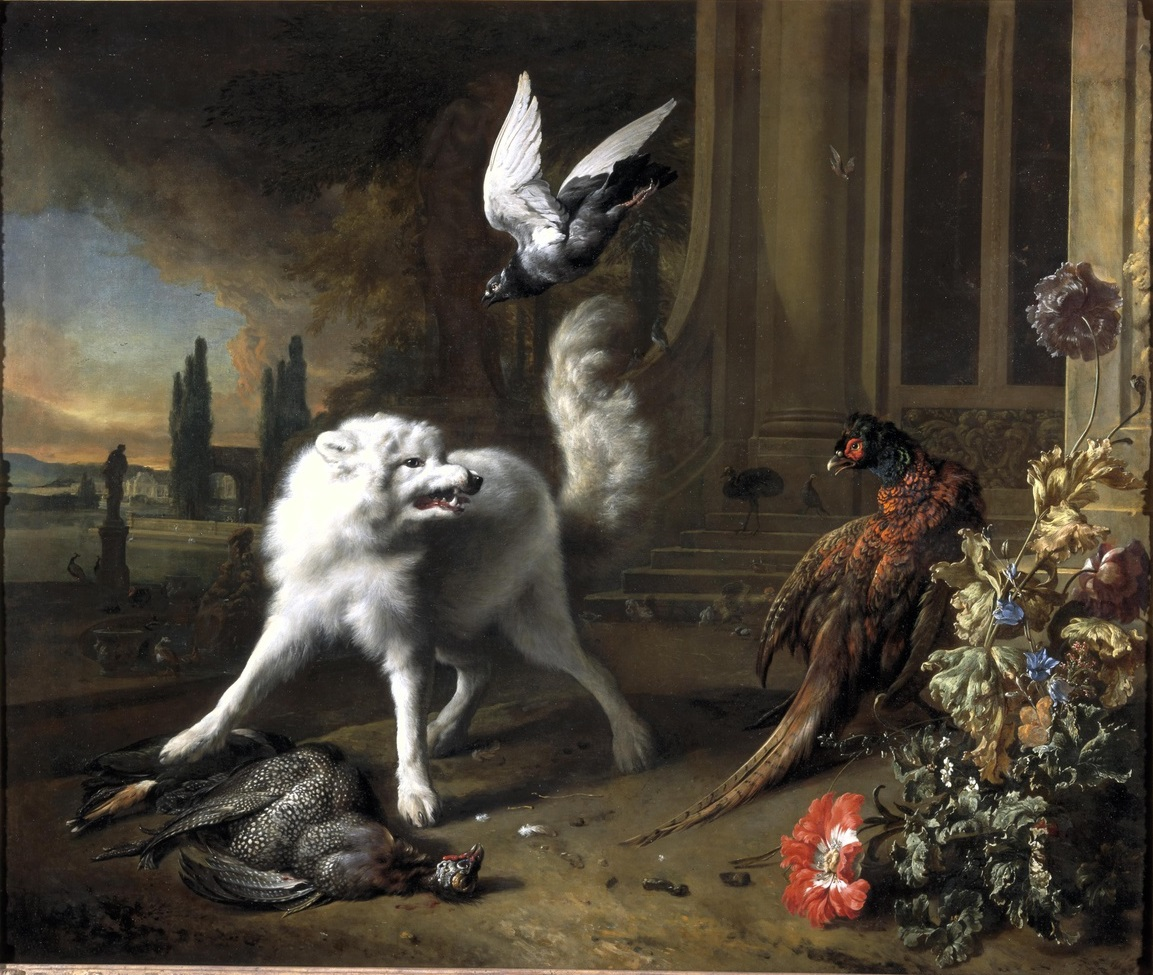
Собака охраняет цесарку. Ок. 1680. Холст, масло. Центральный музей, Утрехт
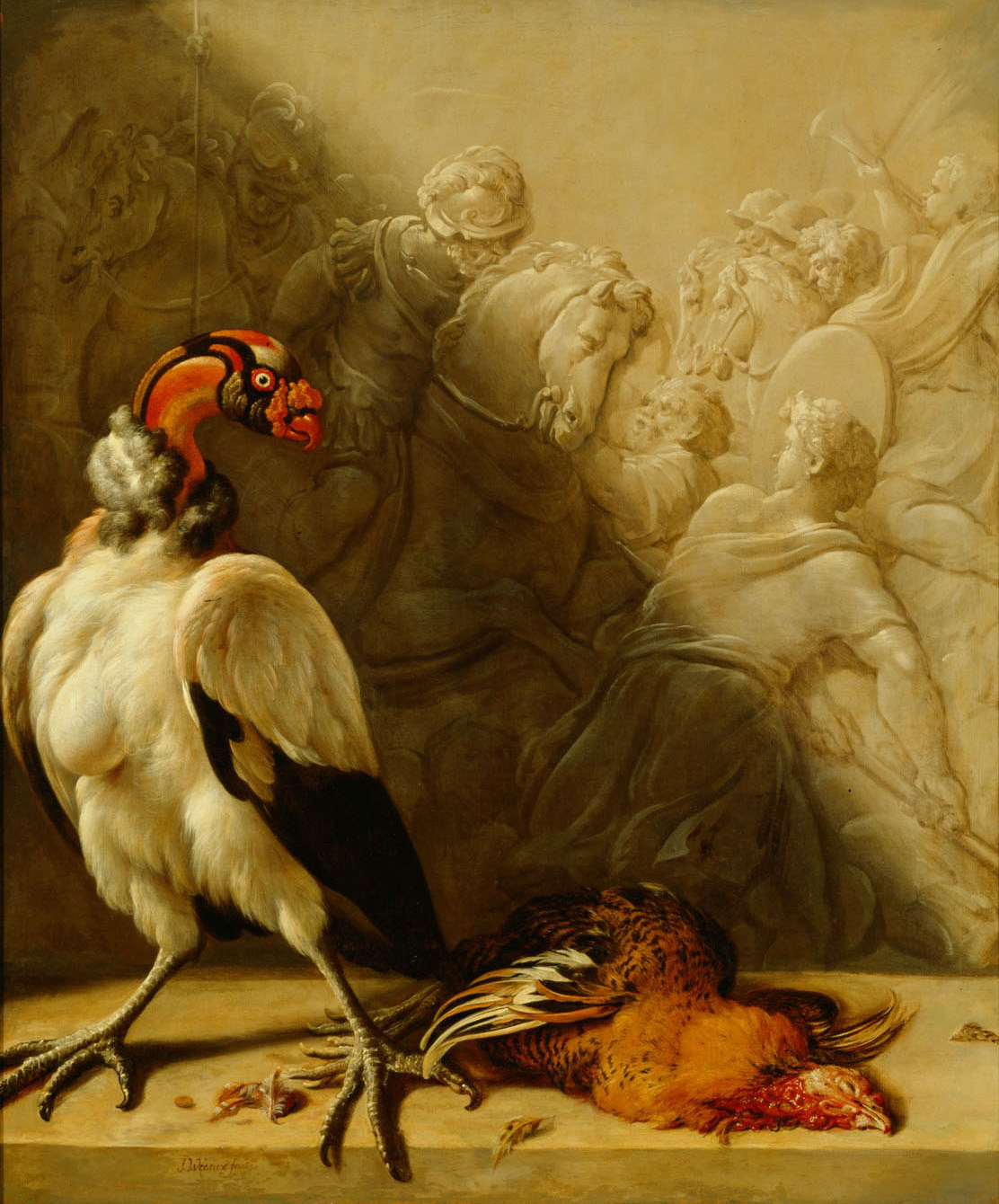
Южноамериканский королевский гриф. Ок. 1700. Холст, масло. Музей истории искусств, Вена